# Johnstone Glacier
Johnstone Glacier är en glaciär i Antarktis. Den ligger i Östantarktis. Nya Zeeland gör anspråk på området. Johnstone Glacier ligger 1 555 meter över havet.
Terrängen runt Johnstone Glacier är kuperad åt nordväst, men åt sydost är den platt. Terrängen runt Johnstone Glacier sluttar söderut. Trakten är obefolkad. Det finns inga samhällen i närheten.